# Molossus sinaloae
Molossus sinaloae (молос сіналоанський) — вид кажанів родини молосових.

## Поширення
Країни проживання: Беліз, Колумбія, Коста-Рика, Сальвадор, Французька Гвіана, Гватемала, Гаяна, Гондурас, Сіналоа, Нікарагуа, Панама, Суринам, Тринідад і Тобаго. Мешкає в низовині до 2400 м (як правило, нижче 1000 м). Цей вид може бути знайдений у вічнозелених і сухих листяних лісах, пасовищах і населених пунктах. 

## Стиль життя
Комахоїд. Лаштує сідала в печерах і в будинках, часто великими групами. Особи найбільш активні протягом перших 2 годин після заходу сонця і знову перед світанком. Раціон складається головним чином з молі, деяких жуків та інших комах. Вагітні самиці можуть трапитись в більшості місяців року, тим не менш, поки більша частина була вагітна в травні, ніж в наступні місяці.